# Enrique II de Inglaterra
Enrique II Plantagenet (Le Mans, 5 de marzo de 1133-Chinon, 6 de julio de 1189), también conocido como Enrique Court-manteau, o Henry FitzEmpress o Enrique Plantagenet, fue rey de Inglaterra (1154-1189), duque de Normandía y Aquitania, conde de Anjou, conde de Maine, conde de Nantes y señor de Irlanda. En diferentes momentos, también controló Gales, Escocia y Bretaña.
Hijo primogénito de Godofredo V de Anjou y de su esposa la emperatriz Matilde, hija de Enrique I de Inglaterra, fue el primer monarca de Inglaterra de la dinastía Plantagenet.
Estuvo activamente involucrado desde los 14 años en los esfuerzos de su madre por obtener el trono de Inglaterra, en ese momento ocupado por Esteban de Blois. Fue nombrado duque de Normandía a los 17 años. Heredó Anjou en 1151 y poco después se casó con Leonor de Aquitania, cuyo matrimonio con Luis VII había sido anulado. Luego de la expedición militar que hizo Enrique a Inglaterra en 1153, se acordó con Esteban de Blois el tratado de Wallingford, que estableció a Enrique como heredero de Esteban a su muerte, lo que sucedió al año siguiente.
Enrique fue un enérgico y en ocasiones duro gobernante, orientado por el deseo de restablecer los dominios y privilegios reales de su abuelo Enrique I. Durante los primeros años de su reinado, el joven Enrique restauró la administración real en Inglaterra, restableció la hegemonía sobre Gales y obtuvo un control completo sobre sus tierras en Anjou, Maine y Turena. Su deseo de reformar la relación de la monarquía con la Iglesia lo llevó al conflicto con su antiguo canciller y amigo Thomas Becket, devenido en arzobispo de Canterbury. Esta controversia duró toda la década de 1160 e incluye el asesinato de Thomas Becket en 1170. Enrique también entró en conflicto con Luis VII por sus posesiones en territorio francés y el vínculo de vasallaje; este conflicto entre los Plantagenet y los Capeto se prolongó más allá de los reinados que lo iniciaron. Enrique expandió sus dominios, tomando control sobre Bretaña y presionando el centro de Francia y al sur hasta Toulouse; a pesar de numerosos tratados y conferencias de paz, se mantuvo el constante estado de beligerancia. Por la década de 1170 dominaba Inglaterra, la mayoría de Gales, la mitad oriental de Irlanda y la mitad occidental de Francia, conglomerado que se denominó Imperio Angevino
Enrique y Leonor tuvieron ocho hijos. Una vez crecidos, comenzaron a emerger tensiones sobre la herencia del imperio, lo cual fue fomentado por Luis VII y, sobre todo, por su hijo Felipe Augusto. En 1173 Enrique el Joven, su heredero y rey asociado de Inglaterra, se rebeló junto a sus hermanos Ricardo, Godofredo y Juan y su madre Leonor; Francia, Escocia, Flandes y Boulogne se aliaron con los rebeldes. La revuelta solo pudo ser sofocada al año siguiente, gracias a su vigorosa acción militar y a talentosos comandantes locales, muchos de los cuales no pertenecían a la nobleza sino que habían accedido a sus puestos gracias a Enrique, que los promovió por su lealtad y habilidades administrativas. Enrique el Joven se rebeló nuevamente en 1183 junto a Godofredo; esta revuelta concluyó con la muerte de Enrique el Joven. La invasión normanda de Irlanda habría proporcionado tierras para su hijo menor Juan, pero Enrique mantuvo las tierras y el poder en sus manos y con ello el descontento de sus herederos. Felipe II usó los miedos de Ricardo para convencerlo de que su padre nombraría rey a Juan, lo que desató una última rebelión en 1189. Decisivamente vencido por Felipe Augusto y Ricardo y aquejado de úlceras, Enrique se retiró a Chinon, donde murió.
El imperio de Enrique se desintegró rápidamente durante el reinado de sus hijos Ricardo Corazón de León y Juan Sin Tierra. Sin embargo, muchos de los cambios introducidos por Enrique tuvieron consecuencias en el largo plazo. Los cambios legales que introdujo son considerados la base del Common Law inglés, mientras que sus intervenciones en Bretaña, Gales y Escocia influyeron en la conformación de sus sociedades y sistemas de gobierno. Las interpretaciones históricas sobre el reinado de Enrique II han cambiado considerablemente al lo largo del tiempo. En el siglo XVIII los académicos afirmaban que había sido una fuerza impulsora de la conformación de una monarquía auténticamente inglesa, sentando las bases para la unificación de las islas británicas. Durante la expansión del Imperio británico en la era victoriana, los historiadores indagaron en la formación del Imperio de Enrique como una construcción personal, aunque expresaron consternación y condena por su vida privada y el tratamiento dado a Becket. Desde el siglo XX se han ido combinando las tradiciones historiográficas inglesa y francesa, desafiando las interpretaciones anglocéntricas que existían hasta el momento sobre su reinado.

## Primeros años (1133-1149)
Enrique nació en Francia en la ciudad de Le Mans el 5 de marzo de 1133 como el mayor de los hijos de la emperatriz Matilde y su segundo esposo Godofredo el Hermoso, conde de Anjou.
El condado francés de Anjou se formó en el siglo X y los gobernantes angevinos buscaron por siglos extender su influencia y poder en Francia, concertando matrimonios y estableciendo alianzas políticas. En teoría, el condado estaba en la órbita del rey francés, pero el poder real sobre Anjou se debilitó durante el siglo XI y el condado desarrolló una marcada autonomía.
La madre de Enrique, que era la viuda del emperador Enrique V, era la hija mayor de Enrique I, rey de Inglaterra y duque de Normandía, con posesiones a ambos lados del canal. A la muerte de su padre en 1135, Matilde buscó sucederlo pero se impuso su primo Esteban de Blois, que fue coronado rey de Inglaterra y reconocido como duque de Normandía, lo que provocó la guerra civil entre los apoyos de ambos. Godofredo V, su esposo, invade Normandía aprovechando la confusión, pero se desentiende del conflicto en Inglaterra. La lucha por el trono inglés la asume Matilde, con el apoyo de su medio hermano Robert de Gloucester. La guerra, llamada Anarquía por los historiadores victorianos, degeneró en estancamiento.
Probablemente Enrique pasó buena parte de estos años al cuidado de su madre y acompañó a Matilde a Normandía a fines de la década de 1130. El final de la infancia de Enrique, posiblemente desde los siete años, la pasó en Anjou donde fue educado por Pedro de Saintes, un notable gramático de la época. A finales de 1142, Godofredo decide enviar al niño —de nueve años— a Bristol, que era el centro Angevino de resistencia a Esteban de Blois en el sudeste inglés, acompañado de Robert de Gloucester. En esa época era común que los hijos de nobles se educaran en casas de parientes o aliados, pero en este caso enviar a Enrique a Inglaterra también tenía beneficios políticos, en la medida que Godofredo era criticado por no sumarse a la guerra en Inglaterra. Durante un año, Enrique estuvo acompañado por Roger de Worcester, uno de los hijos de Roberto y fueron educados por Master Matthew; este período al cuidado de Roberto de Gloucester fue importante en la educación de Enrique. Los canónigos de San Agustín en Bristol también ayudaron en la educación de Enrique y el los recordaría con afecto años más tarde. Enrique vuelve a Anjou en 1143 o 1144 y retoma su educación con Guillermo de Conches, otro famoso académico.
Enrique volvió a Inglaterra en 1147, cuando tenía catorce años. Con sus tropas propias y un pequeño número de mercenarios, dejó Normandía y desembarcó en Inglaterra, atacando en Wiltshire. A pesar de haber causado un pánico considerable en los primeros momentos, la expedición tuvo poco éxito; Enrique no logró pagar a sus fuerzas y no pudo volver a Normandía. Ni su madre ni su tío estaban dispuestos a apoyarlo, lo que indica que no habían aprobado la expedición. Sorprendentemente, Enrique se volvió hacia el rey Esteban, quien pagó los salarios pendientes y así permitió que Enrique se retirara. No están claros los motivos del rey Esteban para este acto. Una explicación posible es la cortesía general a un miembro de su extensa familia; otra es que estuviera empezando a considerar cómo terminar la guerra pacíficamente, viendo esto como una forma de construir una relación con Enrique. Enrique intervino una vez más en 1149, comenzando una nueva fase de la guerra civil, en la que él asume el liderazgo. Esta vez, Enrique establece una alianza en el norte con el rey David I de Escocia, su tío abuelo y Ranulfo de Chester, un poderoso líder regional que controlaba la mayor parte del noroeste de Inglaterra. Bajo esta alianza, Enrique y Ranulfo acordaron atacar a York, probablemente con ayuda de los escoceses. El ataque planeado se desintegró en cuanto el rey Esteban se puso en marcha al norte, rumbo a York. Enrique volvió a Normandía una vez más.

## Apariencia y personalidad

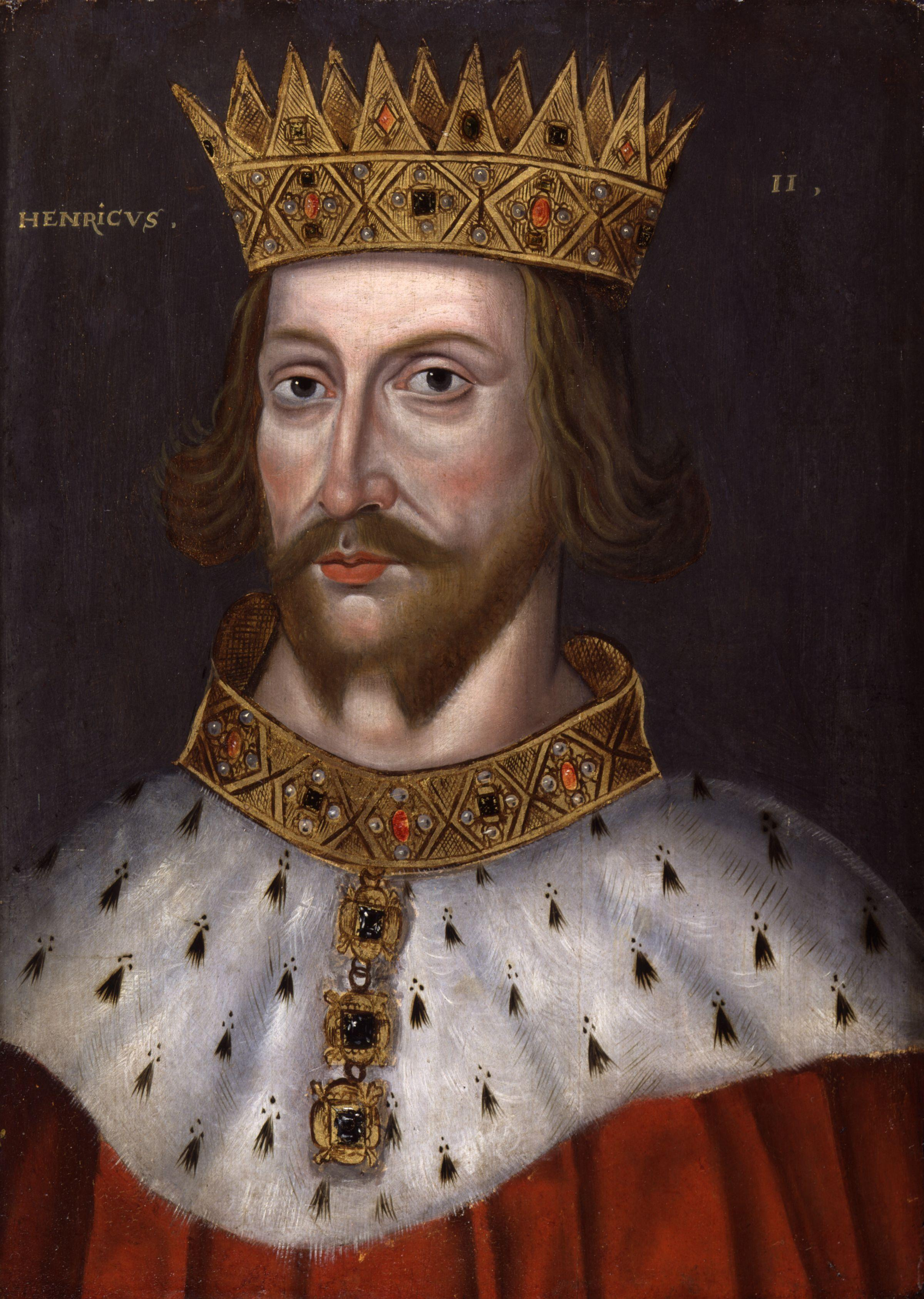
Retrato de hacia 1600.

Según los cronistas, Enrique era guapo, pelirrojo, pecoso, con una cabeza grande; tenía un cuerpo corto, fornido y era de piernas arqueadas, posiblemente de montar. A menudo estaba desaliñado. No tan reservado como su madre Matilde, ni tan encantador como su padre Godofredo, Enrique era famoso por su energía y liderazgo. También era conocido por su mirada penetrante, su intimidación, sus estallidos de cólera y, en ocasiones, su hosco rechazo a hablar. Algunos de estos estallidos, sin embargo, pueden haber sido teatrales y para el efecto. Se dijo que Enrique había aprendido una amplia gama de idiomas, incluyendo el inglés, pero solo hablaba latín y francés. En su juventud, Enrique disfrutaba de la guerra, la caza y otras actividades físicas; a medida que pasaron los años puso cada vez más energía en los asuntos judiciales y administrativos y se hizo más cauteloso, pero siguió siendo enérgico y con frecuencia impulsivo a lo largo de toda su vida.
Enrique tenía un deseo apasionado de reconstruir el control sobre los territorios que había gobernado su abuelo Enrique I. Esto pudo haber sido influenciado por su madre, ya que Matilde también tenía un sentido fuerte de sus derechos y privilegios ancestrales. Enrique recuperó territorios, recuperó propiedades y restableció la influencia sobre los pequeños señores; el historiador John Gillingham describe esta situación como la generación de un "anillo protector" alrededor de sus territorios centrales. Fue probablemente el primer rey de Inglaterra en utilizar un diseño heráldico: un anillo del sello con un leopardo o un león grabado en él. El diseño sería alterado en las generaciones posteriores para formar el sello real de Inglaterra.

## Primeros años de reinado (1152-1160)

Noroeste francés en torno a 1150

### Sucesión en Normandía y Anjou
A finales de la década de 1140, la fase activa de la guerra civil había terminado, salvo algún estallido ocasional de conflictos. Muchos de los barones comenzaron a celebrar acuerdos de paz individuales entre sí para asegurar sus ganancias de guerra y da la impresión de que la Iglesia en Inglaterra estaba considerando la promoción de un tratado de paz. Al regreso de Luis VII de la Segunda Cruzada en 1149, vio con preocupación el crecimiento del poder de Godofredo y la amenaza potencial a sus propias posesiones, especialmente si Enrique podría adquirir la Corona inglesa. En 1150, Godofredo nombró a Enrique duque de Normandía. El rey Luis respondió sosteniendo como heredero legítimo al ducado a Eustaquio, hijo del rey Esteban de Blois y lanzando una campaña militar para expulsar a Enrique de Normandía. El padre de Enrique le aconsejó llegar a un acuerdo con Luis y se alcanzó la paz en agosto de 1151 después de la mediación de Bernardo de Claraval. El acuerdo incluyó que Enrique aceptara al rey Luis como su señor feudal y le rindiera homenaje, le concediera las tierras disputadas del Vexin normando y Luis lo reconoció como duque.
Godofredo murió en septiembre de 1151 y Enrique pospuso sus planes de volver a Inglaterra, ya que primero necesitaba asegurarse que su sucesión, particularmente en Anjou, fuera segura. Durante este tiempo, es posible que también estuviera planeando en secreto su matrimonio con Leonor de Aquitania, que entonces todavía era la esposa de Luis VII. Leonor era la duquesa de Aquitania, uno de los más grandes, ricos e independientes feudos, en el sur de Francia. Leonor, además de una poderosa heredera, era considerada hermosa, animada y culta, pero no había dado a Luis VII ningún hijo varón y la relación se deterioró mucho luego de la Segunda Cruzada, por lo que el matrimonio se terminó anulando. Enrique se casó con Leonor ocho semanas después, el 18 de mayo y Aquitania pasó de estar en manos del rey de Francia a estar en manos de su problemático vasallo que pronto sería, además, rey de Inglaterra. El matrimonio reanudó inmediatamente las tensiones de Enrique con Luis VII. Fue considerado un insulto, que iba en contra de la práctica feudal y quitó a las dos hijas de Luis y Leonor de la sucesión de Aquitania que de otro modo les hubiera correspondido a la muerte de Leonor. Con sus nuevas tierras, Enrique ahora poseía una proporción mucho mayor de Francia que el propio rey. Luis organizó una coalición contra Enrique, incluyendo al rey Esteban de Blois, su hijo Eustaquio, Enrique el conde de Champaña y Roberto el conde de Perche. La alianza de Luis se unió al hermano menor de Enrique, Godofredo, quien se levantó en rebelión, alegando que Enrique lo había desposeído de su herencia. Los planes de Godofredo de Anjou para la herencia de sus tierras habían sido ambiguos, haciendo la veracidad de las demandas de su hijo Godofredo difíciles de evaluar. Los relatos contemporáneos sugieren que dejó los principales castillos en Poitou a Godofredo, lo que implica que pudo haber pretendido que Enrique conservara Normandía y Anjou y no Poitou.
Las luchas comenzaron inmediatamente de nuevo a lo largo de las fronteras de Normandía, donde Enrique de Champaña y Roberto capturaron la ciudad de Neufmarché-sur-Epte. Las fuerzas de Luis VII se movieron para atacar Aquitainia. Esteban de Inglaterra respondió sitiando el castillo de Wallingford, una fortaleza clave leal a Enrique a lo largo del valle del Támesis, posiblemente en un intento de forzar un final exitoso al conflicto inglés mientras que Enrique seguía luchando por sus territorios en Francia. Enrique se movió rápidamente en respuesta, evitando una batalla abierta con Luis en Aquitania y estabilizando la frontera normanda, saqueando el Vexin y luego golpeando al sur en Anjou contra Godofredo, capturando el castillo de Montsoreau, uno de sus principales castillos. Luis VII cayó enfermo y se retiró de la campaña y Godofredo se vio obligado a llegar a un acuerdo con Enrique.

### El acceso al trono de Inglaterra

Mapa político de Gran Bretaña en 1153. El azul indica las zonas bajo control de Enrique Plantagenet; el rojo, bajo control de Esteban I de Inglaterra; gris, galeses autóctonos; amarillo, Ranulfo de Chester y Roberto de Leisester; verde, David I de Escocia

En respuesta al asedio de Esteban, Enrique volvió a Inglaterra a principios de 1153, desafiando tormentas del invierno. Llevando sólo un pequeño ejército de mercenarios, probablemente pagado con dinero prestado, Enrique fue apoyado en el norte y el este de Inglaterra por las fuerzas de Ranulfo de Chester y Hugh Bigod y tenía esperanzas de una victoria militar. Una delegación de clérigos ingleses mayores se reunió con Enrique y sus consejeros en Stockbridge, Hampshire, en abril poco antes de la Pascua. Los detalles de sus discusiones no son claros, pero parece que los clérigos enfatizaron que mientras apoyaban a Esteban como rey, buscaban una paz negociada; Enrique reafirmó que evitaría las catedrales inglesas y que no esperaba que los obispos asistieran a su corte.
En un intento de sacar a las fuerzas de Esteban que estaban sitiando Wallingford, Enrique sitió el castillo del rey Esteban en Malmesbury, Wiltshire y el rey respondió marchando al oeste con un ejército para socorrerlo. Enrique evadió con éxito el ejército real —superior al suyo— a lo largo del río Avon, evitando que el rey Esteban lo obligara a una batalla decisiva. Frente al tiempo cada vez más invernal, los dos hombres acordaron una tregua temporal, dejando a Enrique viajar hacia el norte a través de las Midlands, donde el poderoso Roberto de Beaumont, conde de Leicester, anunció su apoyo a la causa. Enrique entonces era libre de dirigir sus fuerzas al sur contra los sitiadores de Wallingford. A pesar de sus modestos éxitos militares, él y sus aliados ahora controlaban el suroeste, las Midlands y gran parte del norte de Inglaterra. Mientras tanto, Enrique trataba de actuar como el rey legítimo, presenciando matrimonios y asentamientos y manteniendo una corte regia.
Durante el verano siguiente, el rey Esteban reunió tropas para renovar el sitio del castillo de Wallingford en un último intento por tomar la fortaleza. La caída de Wallingford apareció inminente y Enrique marchó hacia el sur para aliviar el sitio, llegando con un pequeño ejército, sitiando a las fuerzas sitiadoras. En respuesta, el rey Esteban regresó con un gran ejército y las dos partes se enfrentaron a través del río Támesis en Wallingford en julio. En este punto de la guerra, los barones de ambos lados estaban ansiosos por evitar una batalla campal, por lo que los miembros del clero organizaron una tregua, en detrimento de Enrique y el rey. Viendo que sus apoyos menguaban en ambos bandos, aprovecharon la oportunidad para hablar en privado sobre un posible fin de la guerra. Convenientemente para Enrique, Eustaquio, el heredero del rey Esteban, cayó enfermo y poco después murió. Esto eliminó al siguiente demandante al trono, en la eventual sucesión del rey Esteban. Este tenía otro hijo, Guillermo de Blois, pero era un segundo hijo y no parecía en condiciones de hacer una defensa eficaz del trono. Los combates continuaron después de Wallingford, pero con mucho menor intensidad, mientras que la Iglesia inglesa intentó establecer una paz permanente entre las dos partes.
En noviembre, los dos líderes ratificaron los términos de una paz permanente. El rey Esteban anunció el Tratado de Wallingford en la catedral de Winchester: él reconoció a Enrique como su hijo adoptivo y sucesor, a cambio de que Enrique le hiciera un homenaje; el rey Esteban prometió escuchar el consejo de Enrique, pero conservando todos sus poderes reales; Guillermo, el hijo superviviente del rey Esteban, rendiría homenaje a Enrique y renunciaría a su reclamo al trono, a cambio de promesas de seguridad de sus tierras a ambos lados del canal; el acceso a los principales castillos reales estarían garantizados a Enrique, mientras que el rey Esteban tendría acceso a los castillos de Enrique; los numerosos mercenarios extranjeros serían desmovilizados y enviados a casa. Enrique y el rey Esteban sellaron el tratado con un beso de la paz en la catedral. Sin embargo, la paz seguía siendo precaria y Guillermo de Blois, seguía siendo un posible rival futuro para Enrique. Rumores de una trama para matar a Enrique estaban circulando y posiblemente como consecuencia, Enrique decidió regresar a Normandía por un tiempo. Entretanto, el rey Esteban cayó enfermo con un trastorno estomacal y murió el 25 de octubre de 1154, permitiendo que Enrique heredara el trono bastante antes de lo que se esperaba.

### Reconstrucción del gobierno real

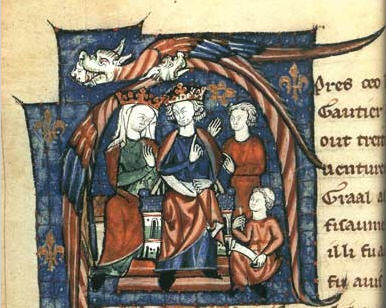
Representación del de Enrique II y Leonor de Aquitania en su corte

Enrique desembarcó en Inglaterra el 8 de diciembre de 1154 y rápidamente tomó juramentos de la lealtad de algunos de los barones presentes. Fue coronado, junto a la ahora nuevamente reina Leonor, en Westminster el 19 de diciembre. La corte real se reunió en abril de 1155, donde los barones juraron fidelidad al rey y a sus hijos. Varios rivales potenciales todavía existían, incluyendo el hijo de Guillermo de Blois y los hermanos de Enrique, Godofredo y Guillermo, pero —afortunadamente para Enrique— todos murieron en los años siguientes, dejando las posesiones notablemente aseguradas. No obstante, Enrique heredó una situación difícil en Inglaterra, ya que el reino había sufrido extensamente durante la guerra civil: en muchas partes del país los combates habían causado serias devastaciones, aunque algunas otras áreas permanecieron en gran medida sin afectar; numerosos castillos "adulterinos", o no autorizados, habían sido construidos como bases para los señores locales; la ley del bosque real se había derrumbado en grandes partes del país; los ingresos del rey habían disminuido seriamente y el control real sobre las casas de moneda era limitado.
Enrique se presentó como el legítimo heredero de Enrique I y comenzó a reconstruir el reino a su imagen. A pesar de que el rey Esteban había intentado continuar el método de gobierno de Enrique I durante su reinado, el nuevo gobierno de Enrique caracterizó esos diecinueve años como un período caótico y turbulento, atribuyendo todos los problemas existentes a la usurpación del trono por parte de Esteban de Blois. Enrique también tenía cuidado de demostrar que, a diferencia de su madre la emperatriz Matilde, él escucharía las advertencias y el consejo de otros. Varias medidas se llevaron a cabo de inmediato, aunque como Enrique pasó seis años y medio de los primeros ocho años de su reinado en Francia, mucho trabajo se tuvo que hacer a distancia. El proceso de demolición de los castillos no autorizados, construidos durante la guerra, ya había comenzado bajo el rey Esteban y continuó. Se hicieron esfuerzos para restaurar el sistema de justicia real y las finanzas reales. Enrique también invirtió en la construcción y la renovación de muchos nuevos edificios reales que dieron prestigio al nuevo reinado.
El rey de Escocia y los gobernantes locales de Gales habían aprovechado la larga guerra civil en Inglaterra para ocupar tierras en disputa; Enrique se dedicó a invertir esta tendencia. En 1157 la presión de Enrique obligó al joven rey Malcolm de Escocia a devolver las tierras en el norte de Inglaterra que había tomado durante la guerra; Enrique comenzó a fortificar la frontera norte a medida que iba recuperando los territorios. La restauración de la supremacía anglo-normanda en Gales resultó más difícil y Enrique tuvo que luchar dos campañas al norte y al sur de Gales en 1157 y 1158 antes de que los príncipes de Gales Owain Gwynedd y Rhys ap Gruffyd aceptaran la nueva realidad y se acordaran las fronteras anteriores a la guerra civil.

### Política continental: Bretaña, Toulouse y el Vexin

Mapa de la expansión del Imperio Angevino entre el 1144 y el 1166

La relación entre Enrique y Luis VII de Francia a lo largo de la década de 1150 fue problemática. Ya se habían enfrentado por la sucesión de Enrique en Normandía y su matrimonio con Leonor y la relación no había sido reparada. Luis VII, invariablemente buscó asumir la autoridad moral sobre Enrique, utilizando su reputación como un cruzado y los rumores en circulación sobre el comportamiento y el carácter de su rival. Por otra parte, los recursos de Enrique eran muy superiores a los de su rival, particularmente después de la toma de Inglaterra y Luis VII fue en este período mucho menos dinámico en la resistencia a los angevinos de lo que había sido al comienzo de su reinado. La disputa influyó entre los demás poderes en toda la región, incluyendo a Thierry, el conde de Flandes, que firmó una alianza militar con Enrique, aunque con una cláusula que impedía ser obligado a luchar contra Luis VII, su señor feudal. Más al sur, Theobaldo V, conde de Blois, un enemigo de Luis VII se vuelve inmediatamente aliado de Enrique. Las tensiones militares y diplomáticas resultantes y las frecuentes reuniones cara a cara para intentar resolverlas, han llevado al historiador John Dunbabin a comparar la situación con el período de la Guerra Fría en Europa en el siglo XX.
A su regreso al continente desde Inglaterra, Enrique buscaba asegurar sus tierras francesas y aplastar cualquier posible rebelión. Como resultado, en 1154 Enrique y Luis VII firmaron un tratado de paz, por el que Enrique compró a Luis VII Vernon y Neuf-Marché. Sin embargo, el tratado resultó inestable y las tensiones se mantuvieron. En particular, Enrique no rindió homenaje a Luis por sus posesiones francesas. En un intento de mejorar las relaciones, Enrique se reunió con Luis VII en París y el Monte Saint-Michel en 1158, acordando casar al presunto heredero de Enrique, Enrique el Joven, con la hija de Luis VII, Margarita de Francia. El acuerdo matrimonial incluyó que Luis concediera el disputado territorio del Vexin como dote de Margarita. Si bien este acuerdo otorgaba finalmente a Enrique las tierras que venía reclamando, también se asumía implícitamente que el Vexin era de Luis VII, quien disponía de él voluntariamente al otorgarlo como dote. Durante un breve tiempo, pareció posible que se alcanzara la paz entre ambos reyes.
Mientras tanto, Enrique volvió su atención al Ducado de Bretaña, que limitaba con sus tierras y tradicionalmente se había considerado independiente del resto de Francia, con sus propias costumbres, lengua y cultura. Los duques de Bretaña tenían poco poder en la mayor parte del ducado, que era principalmente controlado por los señores locales. En 1148, el duque Conan III murió y estalló la guerra civil. Entonces Enrique sostuvo ser el señor de Bretaña, sobre la base que el ducado le debía lealtad a Enrique I; para Enrique controlar el ducado significaba una ventaja doble: como forma de asegurar sus demás territorios franceses y como herencia potencial a uno de sus hijos. Inicialmente la estrategia de Enrique fue controlar Bretaña a través de intermediarios y en consecuencia apoyó las pretensiones de Conan IV sobre la mayoría del ducado, en parte porque Conan tenía fuertes intereses en Inglaterra y esto lo convertía en fácilmente influenciable. El tío de Conan, Hoel continuó controlando el condado de Nantes, en el este hasta que fue depuesto en 1156 por Godofredo, el hermano de Enrique y posiblemente con su ayuda. Cuando Godofredo murió en 1158, Conan intentó recuperar el condado de Nantes, pero Enrique se le opuso y se anexó el condado. Luis VII no hizo nada para impedir que Enrique aumentara constantemente su poder en Bretaña.

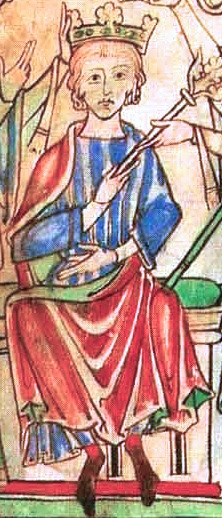
Enrique el Joven, hijo mayor de Enrique Plantagenet

Enrique tenía un enfoque similar para tomar el control del condado de Toulouse, en el sur de Francia. Toulouse —aunque técnicamente era parte del ducado de Aquitania— se había ido convirtiendo en cada vez más independiente y ahora estaba gobernada por el conde Raimundo V, quien tenía un débil derecho sobre el condado. Alentado por Leonor, Enrique primero se alió con el enemigo de Raimundo, Ramón Berenguer de Barcelona y en 1159 amenazó con invadir a Raimundo con la intención de deponerlo. En un intento de asegurar su frontera sur, Luis VII había casado a su hermana Constanza con Raimundo de Toulouse en 1154; sin embargo, luego de una reunión con el rey de Francia en la que se discutió la cuestión de Toulouse, Enrique creyó que tenía el respaldo del Luis VII para la acción militar. Por tanto invadió Toulouse, pero se encontró con que el propio rey Luis VII estaba en la ciudad, respaldando a su cuñado. Enrique no estaba preparado para atacar directamente a Luis —que seguía siendo su señor feudal— y se retiró, contentándose con el pillaje de los alrededores del condado, el sitio de castillos y la toma de la provincia de Quercy. El episodio fue un motivo de controversia duradera entre los dos reyes y el cronista Guillermo de Newburgh llama al conflicto con Toulouse "guerra de cuarenta años".
Luego del episodio de Toulouse, Luis VII hizo un intento de reparar las relaciones con Enrique, alcanzando en el año 1160 un tratado de paz: en este se prometía a Enrique las tierras y los derechos de su abuelo, Enrique I; se reafirmó el compromiso entre Enrique el Joven y Margarita de Francia, incluyendo el Vexin; e implicó que Enrique el Joven rindiera homenaje a Luis VII, una forma de reforzar la posición del niño como heredero y la posición de Luis como rey. Casi inmediatamente después de la conferencia de paz, Louis VII cambió considerablemente su posición. La esposa de Luis, Constanza, murió y Luis se casó con Adela, la hermana de los condes de Blois y de Champaña. Luis además prometía sus dos hijas María y Alix a los hijos de Theobaldo de Blois, Enrique y Theobaldo. Estas nuevas alianzas del rey Luis significaban una agresiva estrategia de contención para Enrique, en lugar de la conciliación acordada, además Theobaldo abandonó su alianza con Enrique. Enrique reaccionó con ira. Aprovechando que Enrique el Joven y Margarita de Francia estaban bajo su custodia, en noviembre intimidó a varios legados papales para que los casase —a pesar de que los niños tenían cinco y tres años de edad respectivamente— y también se apoderó del Vexin. Ahora bien, era el turno de Luis VII de estar furioso, ya que estas acciones rompían claramente el espíritu del tratado de 1160.
Las tensiones militares entre les dos líderes aumentaron inmediatamente. Theobaldo movilizó su fuerza a lo largo de la frontera con Turena; Enrique respondió atacando Chaumont en Blois en un ataque por sorpresa y tomó con éxito el castillo de Theobaldo en un sitio notable. A principios de 1161 parecía que la guerra iba a generalizarse por la zona, pero se negoció una nueva tregua en Fréteval ese otoño, seguido de un segundo tratado de paz en 1162, respaldado por el papa Alejandro III. A pesar de esta interrupción temporal de las hostilidades, la anexión del Vexin por Enrique resultó ser motivo de larga duración en su lucha contra los reyes de Francia.

## Política interior

### Naturaleza del gobierno

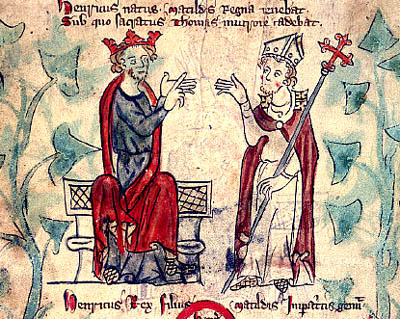
Representación de Enrique II y Thomas Becket de principios del.

Enrique controlaba más territorio de Francia que cualquier otro gobernante desde los carolingios. Estas tierras, combinadas con sus posesiones en Inglaterra, País de Gales, Escocia y gran parte de Irlanda, produjeron un vasto dominio que a menudo es referido por los historiadores como el Imperio Angevino. El imperio carecía de una estructura coherente o de un control central. Estaba organizado a través de una red laxa y flexible de conexiones familiares y tierras, cuyo centro era Enrique. Diferentes costumbres locales se aplicaban dentro de cada uno de los diferentes territorios, aunque algunos principios comunes subyacían sobre estas variaciones locales. Enrique viajó constantemente a través del imperio, produciendo lo que el historiador John Jolliffe describe como un "gobierno de las carreteras". Sus viajes coincidieron con las reformas gubernamentales regionales y otros asuntos administrativos locales; además estaba en contacto con todas sus demás posesiones a través de mensajeros. En su ausencia las tierras eran gobernadas por senescales y justiciars; por debajo de ellos, los funcionarios locales en cada una de las regiones fueron quienes llevaron adelante los asuntos de gobierno. No obstante, muchas de las funciones del gobierno se centraban en el propio Enrique y estaba a menudo rodeado de peticionarios en busca de determinadas decisiones o favores.
De vez en cuando, la corte real de Enrique se constituía en magnum concilium o Gran Concejo; este era el encargado de tomar decisiones más importantes del reino, pero el término fue aplicado por extensión cada vez que un gran número de barones y de obispos asistía al rey. Se supone que estas asambleas aconsejaban al rey y darían su consentimiento a las decisiones reales, aunque no está claro cuánta libertad disfrutaron para tomar esas decisiones y por tanto se desconoce su poder real. También parece haber consultado con su corte acerca de la legislación, pero no está claro el alcance de esta consulta ni hasta qué punto tomaba en cuenta sus puntos de vista. Como gobernante poderoso, Enrique podía promover a sus leales súbditos o imponer un daño devastador a sus adversarios. Utilizando sus poderes de patrocinio, Enrique fue muy eficaz para encontrar y mantener a funcionarios competentes, incluso dentro de la Iglesia, que en el siglo XII constituía una parte clave de la administración real; de hecho buena parte de los clérigos destacados en su administración acabaron siendo obispos y arzobispos. Por otra parte, también podía mostrar su ira et malevolentia —"ira y mala voluntad"— un término que describía su capacidad para castigar o destruir financieramente a determinados barones o clérigos.

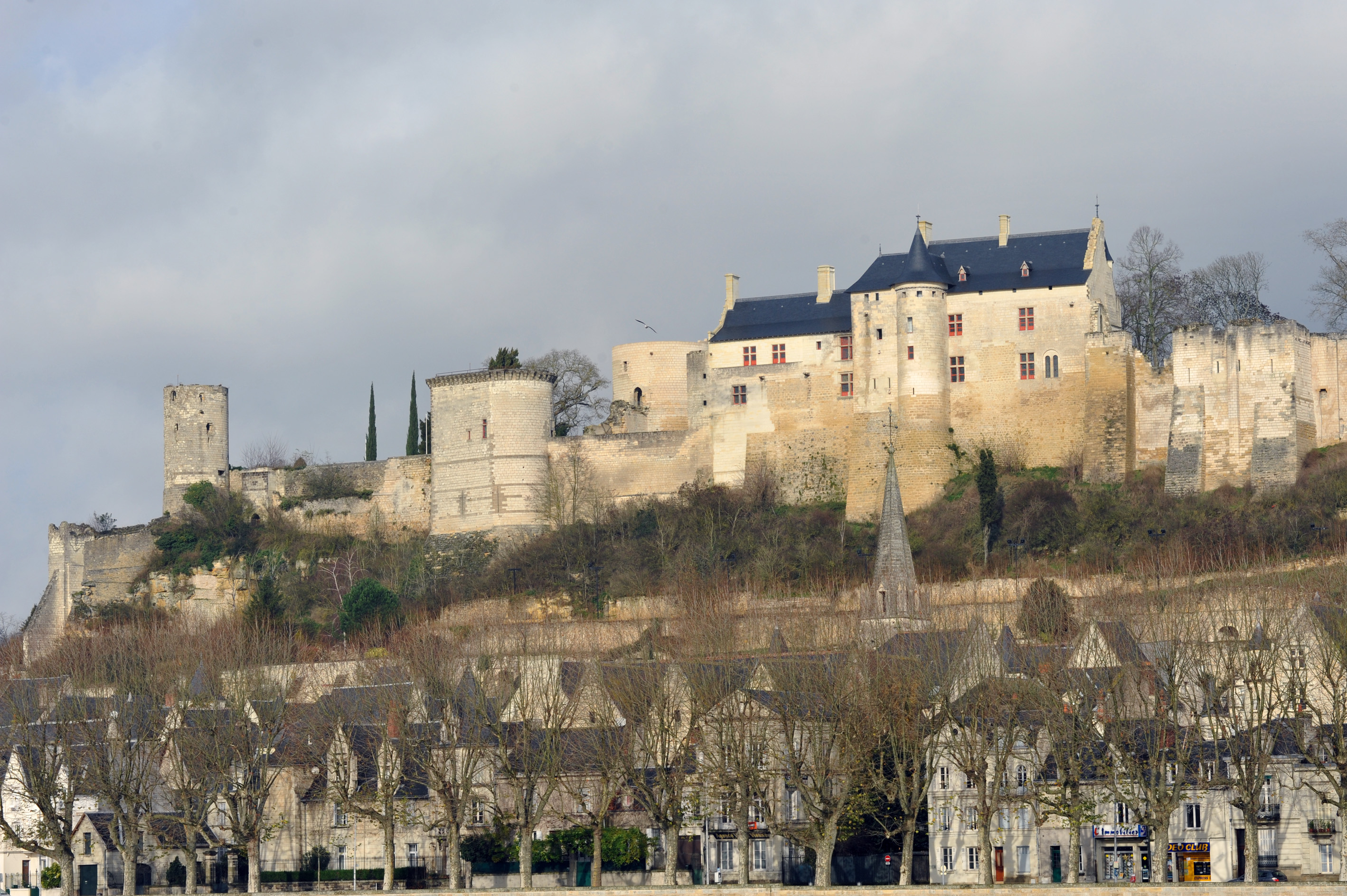
Castillo de Chinon, agrandado y fortificado por Enrique II, que lo usó frecuentemente como residencia.

En Inglaterra, Enrique confió inicialmente en los antiguos consejeros de su padre -que él llevó consigo de Normandía-, en algunos de los oficiales que quedaban de Enrique I y parte de la alta nobleza fiel a Esteban I, de los que hicieron su paz con él en 1153. Al igual que su abuelo, a medida que su reinado avanzaba, designó para la administración real a hombres provenientes de la baja nobleza, sin riquezas, ni tierras independientes. Para la década de 1180 esta nueva clase de administradores reales era predominante en Inglaterra e incluía a varios miembros ilegítimos de la familia de Enrique. Los vínculos entre las dos mitades de la nobleza anglo-normanda ya se venían debilitado durante la primera mitad del siglo XII y así continuó bajo el reinado de Enrique. En Normandía, al igual que en Inglaterra, sus consejeros cercanos eran los obispos normandos y hombres extraídos de la baja nobleza; pocos de los grandes terratenientes normandos se beneficiaban del favor real. Enrique se inmiscuía frecuentemente en los asuntos de la nobleza normanda arreglando los matrimonios o las herencias; para esto usaba tanto su autoridad ducal, como la influencia de ser rey de Inglaterra, en particular sobre aquellos nobles que tenían tierras a ambos lados del canal. En el resto de sus posesiones francesas, la administración local estaba menos desarrollada. Anjou estaba gobernado por una combinación de funcionarios llamados prebostes y senescales establecidos a lo largo del Loira y en el oeste de Turena, pero había pocos funcionarios en otras partes de la provincia. En Aquitania, la autoridad ducal permaneció muy limitada, a pesar de haber aumentado significativamente durante el reinado de Enrique, en gran parte debido a los esfuerzos de su hijo Ricardo a finales de la década de 1170.

### Corte y familia

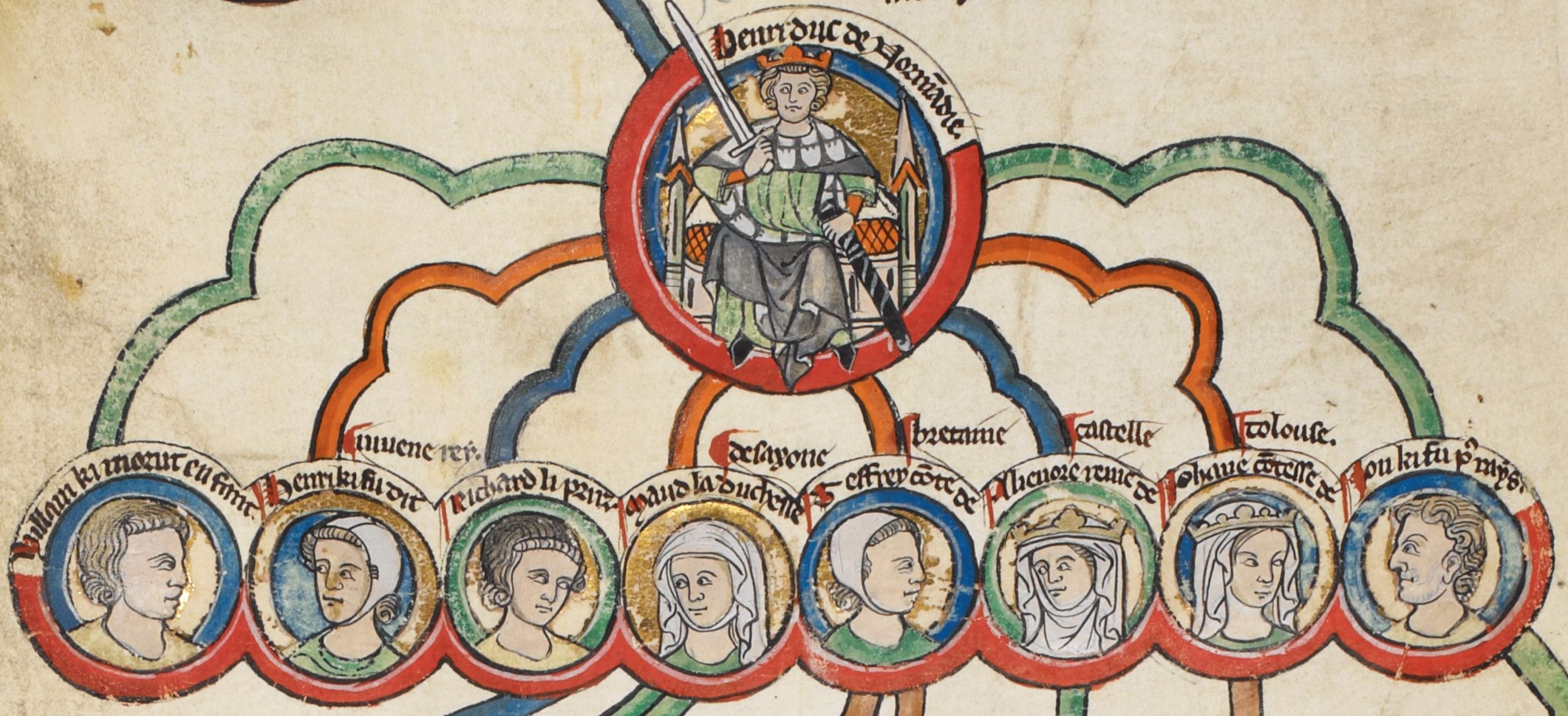
Representación del siglo XIII de Enrique y sus hijos legítimos: (de izquierda a derecha) Guillermo, Enrique el Joven, Ricardo, Matilde, Godofredo, Leonor, Juana y Juan

La riqueza de Enrique le permitió mantener lo que probablemente fuera la mayor curia regis, o corte real de Europa. Su corte atrajo gran atención de los cronistas de la época y comprendía típicamente a varios nobles y obispos importantes, junto con caballeros, sirvientes domésticos, prostitutas, clérigos, oficiales, caballos y perros de caza. Dentro de la corte estaban sus oficiales, ministeriales, sus amigos, amici y los familiares regis, el círculo informal del rey formado por confidentes y servidores de confianza. Los familiares de Enrique eran particularmente importantes para el funcionamiento de la corte y su gobierno, impulsando iniciativas gubernamentales y actuando de intermediarios entre las estructuras oficiales y el rey.
Enrique buscó sostener una corte sofisticada que combinara la caza y la bebida con la discusión literaria cosmopolita y los valores cortesanos. No obstante, la pasión de Enrique era la caza, por la cual su corte se hizo famosa. Enrique tenía numerosos cotos de caza repartidos por sus dominios y de dedicaba a la mejora y ampliación de los castillos reales, por razones militares y como símbolos de poder real y prestigio. La corte era relativamente formal en su estilo e idioma, posiblemente por la voluntad del rey de hacer olvidar su propio ascenso repentino al poder y orígenes relativamente humildes como hijo de un conde. Se opuso a la celebración de torneos, probablemente debido al riesgo de seguridad que tales reuniones de caballeros armados planteaban en tiempos de paz.

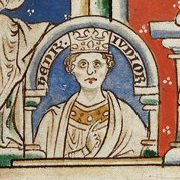
El hijo mayor de Enrique II, Enrique el Joven, extracto de una miniatura de la "Historia Anglorum."

El Imperio Angevino y su corte, fueron descritos por el historiador John Gillingham como una "empresa familiar". Su madre Matilde tuvo un rol fundamental durante la juventud de Enrique II y mantuvo esa influencia por muchos años durante su reinado. La relación de Enrique con su esposa Leonor fue más compleja. Enrique le encarga el gobierno de Inglaterra por varios años luego de 1154 y también le permite el gobierno de Aquitania. De hecho, durante la mayor parte del matrimonio, se pensaba que Leonor influenciaba fuertemente a Enrique. Su relación se desintegra a lo largo de la década de 1160 y los cronistas e historiadores han debatido acerca de las razones que motivaron a Leonor a abandonar a su esposo y apoyar a sus hijos en la gran revuelta de 1173-74. Entre las explicaciones se podrían encontrar las persistentes interferencias de Enrique en Aquitania, el reconocimiento en 1173 de Raimundo de Tolosa, o incluso el mal carácter de Enrique. Se han presentado varias hipótesis para explicar las amargas disputas de la familia de Enrique, desde la genética familiar heredada hasta el fracaso de la crianza de los hijos de Enrique y Leonor. Otras teorías se centran en las personalidades —aparentemente irascibles— de Enrique y sus hijos. Historiadores como Matthew Strickland han argumentado que Enrique hizo intentos razonables para manejar las tensiones dentro de su familia y que, si el rey hubiera muerto más joven, la sucesión podría haber resultado mucho más suave.
Enrique tuvo ocho hijos legítimos con Leonor: Guillermo, Enrique el Joven, Ricardo, Matilde, Godofredo, Leonor, Juana y Juan. También tuvo varias amantes de larga duración, entre ellas Annabelle de Balliol y Rosamund Clifford con quienes tuvo hijos ilegítimos. Los más conocidos son Godofredo (que luego sería arzobispo de York) y Guillermo (quien sería conde de Salisbury). Se esperaba que Enrique asegurara el futuro de sus hijos legítimos otorgando tierras a sus hijos y acordando buenos matrimonios para sus hijas. La familia de Enrique II estaba dividida por profundas rivalidades, más que la mayoría de las demás familias reales de la época y en particular mucho más que la casa francesa rival de los Capeto, lo que en el mediano plazo fue uno de los factores del declive de la dinastía Plantagenet y sus pérdidas territoriales en Francia frente a los Capeto.

### Justicia

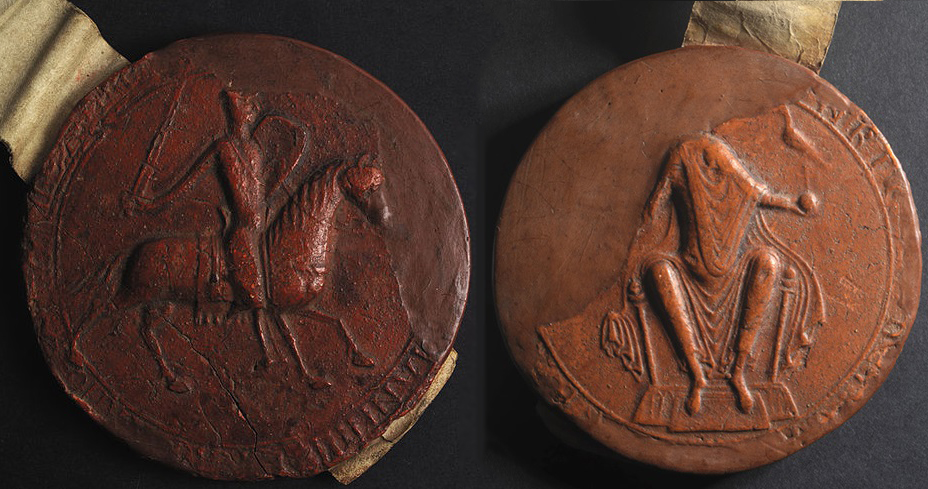
Gran Sello de Enrique II

Durante el reinado de Enrique II hubo importantes cambios legales, particularmente en Inglaterra y Normandía. A mediados del siglo XII Inglaterra tenía muchos tribunales eclesiásticos y civiles diferentes, con roles y funciones mal definidas, además de jurisdicciones superpuestas resultantes de la interacción de diversas tradiciones jurídicas. Este desorden en el ámbito judicial daba lugar a muchos conflictos. Enrique amplió enormemente el papel de la justicia real en Inglaterra, lo que produjo un sistema legal más coherente, que fue resumido al final de su reinado en el tractatus de Glanvill, uno de los primeros tratados jurídicos. A pesar de estas reformas, no está claro que Enrique haya tenido una visión de conjunto para su nuevo sistema legal y más bien parece que las reformas hayan surgido más por pragmatismo que por idealismo. De hecho, probablemente en la mayoría de los casos no haya jugado un rol personal más que limitado en la definición de las reformas, pero estaba muy interesado en la ley y entendía a la administración de justicia como una de las principales prerrogativas reales, nombrando cuidadosamente a buenos funcionarios para llevar a cabo las reformas.
Después de los desórdenes del reinado de Esteban de Blois en Inglaterra, hubo muchos casos legales relacionados con la tierra a resolver: muchos monasterios habían perdido tierras durante el conflicto, mientras que en otros casos los propietarios y herederos habían sido despojados de sus propiedades por los barones locales, que en algunos casos, desde entonces se han vendido o entregado a nuevos propietarios. Enrique confió en los tribunales locales tradicionales, como los tribunales de condado, los tribunales de centena y en particular, a las cortes de señorío, para encargarse de la mayoría de estos casos y sólo en algunos casos actuó personalmente. Este proceso estaba lejos de ser perfecto y, en muchos casos, los demandantes no podían proseguir sus casos de forma efectiva. A pesar de estar interesado en la ley, durante los primeros años de su reinado Enrique estaba preocupado por otros asuntos políticos, por lo que conseguir una audiencia real podría significar viajar a través del Canal y ubicar su corte ambulante. No obstante, el rey estaba dispuesto a tomar medidas para mejorar los procedimientos existentes, intervenir en casos que consideraba que habían sido mal manejados y crear legislación para mejorar los procesos judiciales tanto eclesiásticos como civiles. Mientras tanto en Normandía, Enrique delegó la justicia a cortes distribuidas por el ducado, administradas por funcionarios reales; ocasionalmente estos tribunales elevaban algunos casos a consideración del rey en persona. También funcionó en Caen un Tribunal de Cuentas (Court of Exchequer) que entendía casos relacionados con los ingresos reales, tasas e impuestos y también funcionarios reales que oficiaban como jueces itinerantes. Entre 1159 y 1163, Enrique pasó un tiempo en Normandía llevando a cabo reformas en los tribunales reales y eclesiásticos. Algunas de estas reformas fueron posteriormente introducidas en Inglaterra registrando presedentes existentes en Normandía ya en 1159.
En 1163, Enrique regresó a Inglaterra con la intención de reformar el papel de los tribunales reales. Reprimió el crimen, expropió las propiedades de ladrones y fugitivos, y se enviaron magistrados itinerantes al norte y las Midlands. A partir de 1166, el Tribunal de Cuentas (Court of Exchequer) con sede en Westminster, que anteriormente sólo entendía casos relacionados con los ingresos reales, comenzó a incorporar la jurisdicción en materia civil en nombre del rey. Las reformas continuaron y Enrique creó, probablemente en 1176, el General Eyre, un tribunal itinerante que consistió en el envío de un grupo de jueces reales para visitar todos los condados en Inglaterra durante un período de tiempo determinado, con autoridad para cubrir tanto casos civiles como penales. El uso de jurados locales era sólo ocasional en los reinados anteriores, mientras Enrique hizo un uso mucho más amplio de ellos. Los jurados fueron introducidos en pequeñas audiencias (assize) desde alrededor de 1176, donde fueron utilizados para establecer las respuestas a preguntas particulares preestablecidas, y en grand assizes desde 1179, donde fueron utilizados para determinar la culpabilidad de un acusado. Sin embargo, continuaron otros métodos judiciales, incluidos el juicio por combate y el juicio de Dios. Después del Assize of Clarendon (en) en 1166, la justicia real se extendió a nuevas áreas mediante el uso de nuevas formas de assizes, en particular novel diseisin, mort d'ancestor y dower unde nichil habet, que trataban sobre la desposesión indebida de tierras, derechos de herencia y los derechos de las viudas, respectivamente. Con estas reformas, Enrique desafió y limitó considerablemente el derecho tradicional de los barones a impartir justicia, lo que con el tiempo aumentó enormemente el poder real en Inglaterra.

### Relaciones con la Iglesia

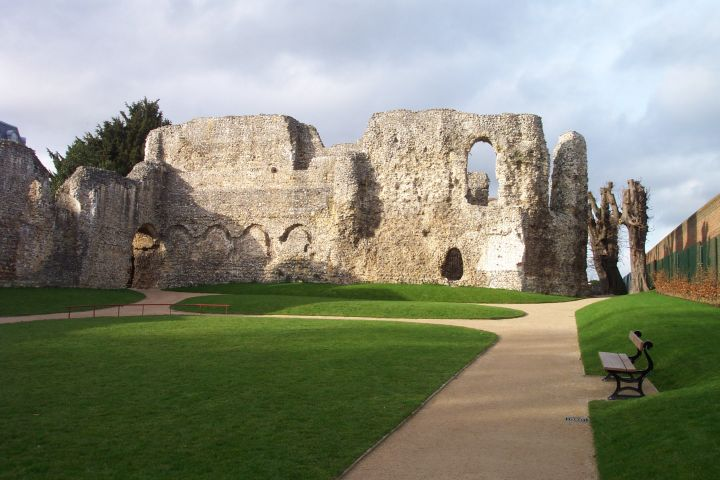
La abadía de Reading, una de las instituciones religiosas favorecidas por Enrique II

La relación de Enrique con la Iglesia varió considerablemente entre sus diferentes dominios y a lo largo del tiempo: como con otros aspectos de su gobierno, no hubo ningún intento de formar una política eclesiástica común. Tampoco se puede hablar de la existencia de una política religiosa propiamente dicha, sino de que una gran parte de sus acciones estuvieron destinadas a acrecentar la autoridad real a expensas de la autoridad eclesiástica y papal. En el siglo XII surgió un movimiento reformador en el seno de la Iglesia el cual buscaba obtener para el poder espiritual una mayor independencia respecto al poder temporal de los soberanos. Esta búsqueda de una mayor autonomía respecto al poder secular provocó grandes fricciones en toda Europa, como la querella de las investiduras entre el papado y el Sacro Imperio. Esta situación ya había generado fricciones en Inglaterra durante el reinado de Esteban de Blois, cuando condenó al exilio en 1152 al arzobispo de Canterbury, Theobaldo de Bec. También hubo amplias discusiones por el tratamiento legal de los miembros del clero.
A diferencia de los conflictos existentes en Inglaterra, los desacuerdos de Enrique con la iglesia de Normandía fueron ocasionales y en general disfrutó de muy buenas relaciones con los obispos normandos. En Bretaña, Enrique tuvo el apoyo de la jerarquía eclesiástica local y raramente intervino en asuntos clericales, excepto cuando se le presentaba la oportunidad de causar dificultades a su rival Luis de Francia. Más al sur, sin embargo, el poder de los duques de Aquitania sobre la iglesia local era mucho menor que en el norte y los esfuerzos de Enrique para influir sobre los nombramientos eclesiásticos locales crearon tensiones. Durante la elección papal de 1159 tanto Enrique II como Luis VII apoyaron la candidatura de Alejandro III contra su rival Víctor IV.
Enrique II no era un gobernante particularmente piadoso según los criterios de la época. En Inglaterra, proporcionó un apoyo financiero significativo a los monasterios, pero no alentó la creación de nuevas congregaciones y fue bastante conservador a la hora de destinar las contribuciones, dando la mayoría de las donaciones a aquellos monasterios administrados por clérigos integrantes de su familia, como en el caso de Reading Abbey. En este sentido, su orientación religiosa parece haber sido influenciada por su madre; de hecho antes de su ascensión varias cartas de fundaciones religiosas aparecen con firma conjunta. Varios hospitales religiosos fueron fundados por Enrique II a ambos lados del canal. Después de la muerte de Becket, construyó y donó a varios monasterios en Francia principalmente para mejorar su imagen. Como los viajes por mar de la época eran peligrosos, Enrique acostumbraba hacer confesión completa antes hacerse a la mar y utilizó presagios para determinar el mejor momento para viajar. También es posible que sus movimientos se planificaron según el calendario religioso.

### Economía y finanzas

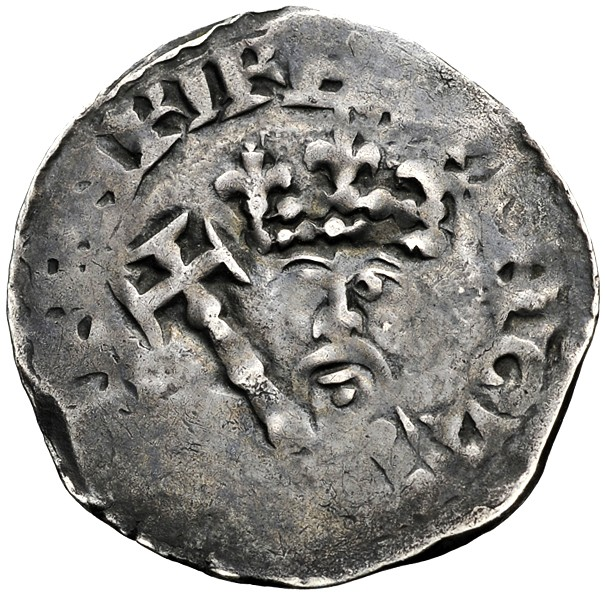
Penique de plata del reinado de Enrique II

Enrique II restauró muchas de las antiguas instituciones financieras creadas por su abuelo Enrique I y emprendió nuevas y más prolongadas reformas en la forma en que se manejaba la moneda inglesa; un resultado fue un aumento a largo plazo en la oferta de dinero dentro de la economía, que condujo a un crecimiento tanto en el comercio como en la inflación. Los gobernantes medievales como Enrique I dispusieron de varias fuentes de ingresos durante el siglo XII. Algunos de estos provenían de sus tierras feudales, llamados demesne; otros ingresos provienen de la imposición de multas legales y penas pecuniarias y de los impuestos, que en este momento se recaudaban de forma intermitente. Los reyes también utilizaban el endeudamiento para obtener recursos. Enrique usó este medio mucho más que los anteriores gobernantes ingleses, inicialmente a través de los prestamistas de Rouen; más adelante en su reinado, acudió a prestamistas judíos y flamencos. El dinero en efectivo era cada vez más importante para los gobernantes del siglo XII para contratar fuerzas mercenarias y la construcción de castillos de piedra, ambos vitales para el éxito de las campañas militares medievales.
Enrique heredó una situación difícil en Inglaterra en 1154. Enrique I había establecido un sistema de finanzas reales que dependía de tres instituciones clave: un Tesoro Real central en Londres, con reservas depositadas en los principales castillos; la Cámara de Cuentas responsable de los pagos del tesoro; y un equipo de funcionarios reales llamado "la cámara" que acompañaban al rey en sus viajes, gastando el dinero necesario y recaudando ingresos a lo largo del camino. La larga guerra civil había causado una interrupción considerable en este sistema y algunas cifras indican que el ingreso real cayó un 46 % entre 1129-30 y 1155-56. En 1153 se emitió una nueva moneda, denominada penique Awbridge —de plata—, en un intento por estabilizar la moneda inglesa después de la guerra. Se sabe menos acerca de cómo se manejaban los asuntos financieros en las posesiones continentales de Enrique II, pero un sistema muy similar funcionaba en Normandía y probablemente funcionó un sistema comparable tanto en Anjou como en Aquitania.
Al tomar el poder, Enrique II dio alta prioridad a la restauración de las finanzas reales en Inglaterra, reviviendo los procesos financieros de su abuelo Enrique I y tratando de mejorar la calidad de la contabilidad real. Los ingresos de sus dominios reales —demense— formaron la mayor parte de los ingresos de Enrique en Inglaterra, aunque los impuestos se utilizaron en gran medida en los primeros once años de su reinado. Con la ayuda del competente Richard FitzNeal, Enrique reforma la moneda en 1158, poniendo su nombre en las monedas inglesas por primera vez y se reduce en gran medida la cantidad de cecas privadas autorizadas. Estas medidas tuvieron éxito en la mejora de los ingresos pero aun así, a su regreso a Inglaterra en la década de 1160, Enrique tomó medidas adicionales: se introdujeron nuevos impuestos y se volvieron a auditar las cuentas existentes; esto, junto a las reformas del sistema legal trajeron nuevos flujos de dinero provenientes de las multas y los atrasos. En 1180 se produjo una reforma monetaria total; los funcionarios reales tomaron el control directo de las casas de moneda, con lo que las ganancias pasaron directamente al Tesoro. Además, se introdujo un nuevo centavo, llamado Short Cross y el número de casas de moneda se redujo sustancialmente a diez en todo el país. Impulsado por las reformas, los ingresos reales aumentaron significativamente; durante la primera parte del reinado, el ingreso promedio de la hacienda de Enrique I apenas alcanzaba las 18 000 libras; después de 1166, el promedio estuvo alrededor de 22 000 libras. Uno de los efectos económicos que estos cambios tuvieron fue un aumento sustancial en la cantidad de dinero en circulación en Inglaterra y —después de 1180— un aumento significativo a largo plazo en la inflación y el comercio.

## Reinado Medio (1162-1175)

### Relación con Francia

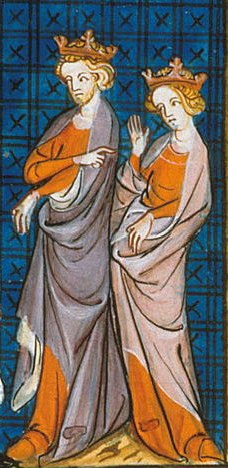
Enrique y Leonor. Fragmento de una miniatura en uno de los manuscritos de las Grandes crónicas de Francia, entorno 1332-1350. British Library

Las tensiones de larga data entre Enrique y Luis VII continuaron durante la década de 1160 y los esfuerzos del rey francés en su lucha contra la expansión y poderío Plantagenet en Europa se fueron haciendo más vigorosos. En 1160 Luis fortaleció sus alianzas en el centro de Francia con Enrique I, conde de Champaña y Odo II, duque de Borgoña. Tres años más tarde el nuevo conde de Flandes, Felipe, preocupado por el creciente poder de Enrique, se alió abiertamente con el rey francés. Por otro lado, la esposa de Luis VII —Adela— dio a luz a un heredero varón —Felipe Augusto— en 1165 lo que reforzó la posición de Luis garantizando la sucesión. Como resultado, las relaciones entre Enrique y Luis se deterioraron nuevamente a mediados de la década de 1160.
Mientras tanto, Enrique comenzó a alterar su política de gobierno indirecto en Bretaña, implicándose cada vez más en los asuntos bretones. En 1164, Enrique intervino para apoderarse de tierras a lo largo de la frontera entre Bretaña y Normandía y en 1166 hace una incursión en Bretaña para castigar a los barones locales. Como saldo, Enrique fuerza a Conan IV a abdicar en favor de su hija y heredera Constanza —de cinco años— y se la compromete con el cuarto hijo de Enrique, Godofredo Plantagenet; la custodia de los niños duques pasa a manos de Enrique II. Acuerdos como este eran muy inusuales en la época, ya que implicaba desheredar de antemano a cualquier hijo que Conan pudiera llegar a tener. En este período, Enrique también interviene en el centro y sur de Francia, fuera de su esfera de influencia tradicional. Intenta apoderarse de Auvernia, lo que provocó reacción por parte del rey francés. Más al sur, Enrique siguió presionando al conde Raimundo de Tolosa; intervino personalmente en campaña en 1161, envió al arzobispo de Burdeos en 1164 y alentó a Alfonso II de Aragón a atacar el condado. En 1165 Raimundo se divorció de la hermana de Luis VII cambiando sus alianzas a favor de Enrique.

### Posesiones y conquistas territoriales: enemigos extranjeros y aliados
Antes de su llegada al trono ya controlaba Normandía y Anjou en la Europa Continental por herencia paterna y Aquitania, Guyena y Gascuña a través de su matrimonio con Leonor de Aquitania, lo que lo convertía en el monarca más poderoso de su época, aunque tuviera que rendir vasallaje por los ducados al rey Luis VII de Francia, exmarido de Leonor, con un imperio (el Imperio Angevino) que se extendía desde el Fiordo de Solway casi hasta el Mediterráneo y desde el río Somme hasta los Pirineos. Ya siendo rey, incorporó Irlanda a sus vastos dominios. También mantuvo comunicaciones activas con el Emperador Bizantino Manuel I Comneno.

### Vida antes de su ascensión al trono
Se casó con Leonor de Aquitania el 18 de mayo de 1152, pero entre mayo y agosto batalló con el exmarido de Leonor, Luis VII de Francia y sus aliados. En agosto se apresuró a volver al lado de ella y pasaron varios meses juntos. Alrededor de fines de noviembre de 1152, ellos se separaron: Enrique fue a pasar unas semanas con su madre y luego navegó por Inglaterra, retornando el 6 de enero de 1153. Algunos historiadores creen que su primer hijo, Guillermo, conde de Poitiers, nació el año 1153. La sucesión de Enrique fue establecida por el Tratado de Wallingford en 1153, luego de haber desafiado a las fuerzas de Esteban en el castillo de Wallingford. Entonces se acordó que Enrique sería nombrado rey de Inglaterra a la muerte de Esteban.

### Reforma civil y legal: la lucha con los barones
Durante el reinado de Esteban I de Inglaterra, los barones habían subvertido el estado de las cosas para socavar el control del monarca sobre el dominio. Enrique II vio como primera tarea el revertir esta situación para obtener el poder. Por ejemplo, Enrique demolió los castillos que los barones habían construido sin autorización durante el reinado de Esteban y para 1159, el escuage, un impuesto pagado por los vasallos en lugar del servicio militar, se volvió la característica central del sistema militar real. Se mejoró el registro de este impuesto para hacerlo más eficiente.
Enrique II estableció cortes en varias partes de Inglaterra y fue el primero en instituir la práctica real de otorgar a los magistrados el poder de tomar decisiones legales sobre un amplio rango de materias civiles en nombre de la Corona. Durante su reinado, se produjo el primer texto legal escrito que sienta las bases de lo que hoy es la Ley Común, en inglés «Common Law».
Mediante la Corte Criminal de Clarendon (1166), el juicio con jurado se convirtió en norma. Desde la Conquista Normanda, los juicios con jurado habían sido reemplazados por la ordalía o Juicio de Dios y el «duelo judicial», que no fue abolido de la ley inglesa hasta el año 1819.
El aseguramiento de justicia y de los derechos territoriales fue reforzado posteriormente por la Corte Criminal de Northampton en 1176, basada en los acuerdos tomados previamente en Clarendon. Esta reforma es una de las mayores contribuciones de Enrique II a la historia social de Inglaterra.

### Problemas con Irlanda
Poco después de su coronación, Enrique II envió una embajada al recién electo Papa Adriano IV. El grupo de clérigos liderado por el obispo Arnoldo de Lisieux, solicitó al papa un privilegio que autorizara a Enrique II para invadir Irlanda.
La mayoría de los historiadores coinciden en que esta fue la bula papal Laudabiliter. W. L. Warren asegura que Enrique II actuó bajo la influencia de un «Complot de Canterbury». El arzobispo Teobaldo de Bec, Juan de Salisbury y otros clérigos de Canterbury deseaban imponer su supremacía jerárquica sobre la recientemente creada estructura diocesana irlandesa. Otros historiadores han argumentado que Enrique II deseaba asegurar el dominio de Irlanda para su hermano menor Guillermo.
Al poco tiempo, los asuntos continentales distrajeron a Enrique II, Guillermo murió y los ingleses ignoraron Irlanda. No fue hasta el año 1166 que el tema volvió a salir a la luz. Ese año, Dermot MacMurrough, habiendo sido despojado de su reino en Leinster, siguió a Enrique a Aquitania. Le pidió al rey inglés que le ayudara a retomar el control, a lo cual Enrique II accedió, permitiéndole reunir soldados de entre sus vasallos normandos. El más prominente de éstos fue un normando galés, Ricardo de Clare, II conde de Pembroke, apodado «Arcofuerte». Como prueba de su lealtad, Dermot ofreció al conde Ricardo a su hija Eva en matrimonio y lo hizo heredero del reino.
Los normandos restauraron rápidamente el poder de sus dominios originales a Dermot e incluso jugaron con la idea de desafiar el título de Ard Ri, o Gran Rey de Irlanda. Sin embargo, en 1171, Enrique II llegó de Francia para hacer valer sus derechos territoriales. Todos los normandos, junto con muchos príncipes irlandeses, prestaron juramento de lealtad a Enrique II y él se fue por 6 meses. Nunca volvió, pero posteriormente nombró a su hijo menor, el futuro rey Juan I de Inglaterra, Señor de Irlanda.

### La lucha con la Iglesia y Thomas Becket
Como consecuencia de los cambios en el sistema legal, el poder de la corte eclesiástica decreció. Naturalmente, la Iglesia se opuso a ello, teniendo como su vocero más vehemente a Thomas Becket, el arzobispo de Canterbury, anteriormente amigo cercano de Enrique II y su Canciller.
El conflicto con Becket efectivamente comenzó con una disputa sobre si las cortes seculares juzgarían a los clérigos que habían cometido ofensas seculares. Enrique II intentó subyugar a Becket y a sus colegas de la iglesia haciéndolos jurar obediencia a las «aduanas del reino», pero surgió una controversia acerca de cuáles eran estas aduanas y la iglesia se negó a ceder. Luego de una acalorada discusión en la corte de Enrique II, Becket dejó Inglaterra en 1164 y fue a Francia a solicitar personalmente el apoyo del rey Luis VII de Francia y del papa Alejandro III, quien se encontraba exiliado en Francia debido al desacuerdo en el colegio de cardenales. Debido a su propia posición precaria, Alejandro III se mantuvo neutral, aunque Becket permaneció en el exilio bajo la protección de Luis VII y del papa Alejandro III aproximadamente hasta el año 1170. Luego de la reconciliación entre Enrique II y Becket en Normandía el año 1170, este volvió a Inglaterra. Nuevamente confrontó a Enrique II, esta vez sobre la coronación del Príncipe Enrique. Las palabras más citadas y aunque probablemente apócrifas de Enrique II a través de los siglos fueron: «¿Nadie va a librarme de este cura entrometido?». Aunque los violentos alegatos de Enrique II contra Becket a través de los años fueron bien documentados, esta vez cuatro de sus caballeros tomaron las palabras de su rey en forma literal y viajaron inmediatamente a Inglaterra, donde asesinaron a Becket en la Catedral de Canterbury el 29 de diciembre de 1170.
Este hecho provocó la excomunión de Enrique II, que obtuvo su rehabilitación gracias a los esfuerzos de Roberto de Torigny, abad del Monte Saint-Michel, y en menor medida de Ricardo de Dover, el sucesor de Becket. Como parte de su penitencia por la muerte de Becket, Enrique II debió hacer una peregrinación vestido con un saco a la tumba de Becket y acceder a enviar dinero a los estados cruzados en Palestina, el cual sería guardado por los caballeros hospitalarios o los caballeros templarios hasta la llegada de Enrique II para hacer uso de él en peregrinaciones o cruzadas. Posteriormente, el 21 de mayo de 1172, fue azotado en público, desnudo, ante la puerta de la catedral de Avranches, que era la capital de Normandía. Enrique II pospuso su cruzada varios años y finalmente nunca la llevó a cabo, a pesar de una visita que le hizo el patriarca Heraclio de Jerusalén en 1184 ofreciéndole la corona del reino de Jerusalén. El año 1188, impuso el «diezmo saladino» para pagar una nueva cruzada. El clérigo Geraldo de Gales sugirió que su muerte fue un castigo divino por la imposición del diezmo, instituido para recolectar fondos para una cruzada para recapturar Jerusalén, que pasó a manos de Saladino en 1187.

## Descendencia

### Legítima
Se casó en la catedral de Saint-André, en la ciudad de Burdeos, el 18 de mayo de 1152, con Leonor de Aquitania, duquesa de Aquitania y Guyena y condesa de Gascuña, con lo que se convertía en el monarca más poderoso de su época, aunque tuviera que rendir vasallaje por los ducados al rey Luis VII de Francia, exmarido de Leonor.
De este matrimonio nacieron ocho hijos:
- Guillermo (n. Normandía, 17 de agosto de 1153-castillo de Wallingford, Berkshire, abril de 1156), conde de Poitiers.
- Enrique (palacio de Bermondsey, Surrey 28 de febrero de 1155-castillo de Martel, Turena, Francia, 11 de junio de 1183), duque de Normandía y conde de Anjou, nombrado corregente de su padre en 1170.
- Matilde (castillo de Windsor, Londres, junio de 1156-Brunswick, Alemania, 28 de junio de 1189), casada con Enrique el León, duque de Baviera, Sajonia y de Brunswick.
- Ricardo (palacio Beaumont, Oxford, 8 de septiembre de 1157-Châlus, Francia, 6 de abril de 1199), sucesor de su padre en el trono, conocido como «Ricardo Corazón de León».
- Godofredo (Londres, 23 de septiembre de 1158-París, 19 de agosto de 1186), conde de Anjou y duque de Bretaña por su matrimonio.
- Leonor (castillo de Domfront, Normandía, 13 de octubre de 1162-monasterio de las Huelgas, Burgos, 31 de octubre de 1214), casada con Alfonso VIII de Castilla.
- Juana (castillo de Angers, Anjou, octubre de 1165-abadía de Fontevrault, 4 de septiembre de 1199), casada primero con Guillermo II «el Bueno», rey de Sicilia, y luego con Raimundo VI, conde de Tolosa.
- Juan (Palacio Beaumont, Oxford, 24 de diciembre de 1166-castillo de Newark, Nottinghamshire, 18 de octubre de 1216), sucesor de su hermano Ricardo en el trono, conocido como «Juan Sin Tierra».

El primer hijo de Enrique II, Guillermo, conde de Poitiers murió siendo niño. En 1170, el hijo de Enrique y Leonor de 15 años, Enrique, fue coronado rey (otra razón para la ruptura con Thomas Becket, la cual consintieron los otros obispos durante su exilio), pero nunca llegó a reinar y no figura en la lista de monarcas de Inglaterra. Se le conoció como Enrique el Joven, para distinguirlo de su sobrino Enrique III de Inglaterra.
El historiador John Speed, en su obra del año 1611 Historia de Gran Bretaña (History of Great Britain), menciona la posibilidad de que al hijo que murió siendo niño lo hayan llamado Felipe. Las fuentes que él cita ya no existen y en ningún otro trabajo se hace referencia a su nacimiento.
Los esfuerzos de Enrique II de tomar el control de las tierras de Leonor (y de su heredero Ricardo) llevaron a confrontaciones entre Enrique por un lado y su mujer e hijos legítimos por el otro.

### Ilegítima
El notorio romance de Enrique II con Rosamunda Clifford, la «bella Rosamunda» de la leyenda, comenzó en 1165 durante una de sus campañas en Gales y continuó hasta la muerte de ella en 1176. Sin embargo, no fue hasta 1174, alrededor de la fecha de su ruptura con Leonor, cuando Enrique II reconoció a Rosamunda como su amante. Casi simultáneamente, comenzó a negociar la anulación de su matrimonio para casarse con Adela de Francia, condesa de Vexin, hija del rey Luis VII de Francia y ya comprometida con el hijo de Enrique II, Ricardo. El romance con Adela continuó algunos años y, a diferencia de Rosamunda Clifford, Adela alegó haber dado a luz un hijo ilegítimo del rey.
Enrique también tuvo varios hijos ilegítimos con otras mujeres y Leonor tuvo a varios de esos niños criándose en la guardería real con sus propios hijos. Algunos se convirtieron en miembros de la familia en su adultez, entre ellos estaba Guillermo de Longespee, conde de Salisbury, cuya madre fue Ida, condesa de Norfolk; Godofredo, arzobispo de York, hijo de Ykenai; Morgan, obispo de Durham; y Matilda, abadesa de la abadía de Barking.

## Crisis de sucesión
Los intentos de Enrique II de dividir sus títulos entre sus hijos, pero mantener el poder asociado a ellos, provocó que trataran de tomar el control de las tierras que les habían asignado (revuelta de 1173-1174), lo que era una traición a los ojos de Enrique II. Geraldo de Gales reporta que cuando el rey Enrique le dio el beso de la paz a su hijo Ricardo, le dijo suavemente, «Que el Señor nunca permita que yo muera hasta que me haya vengado de ti».
Cuando los hijos legítimos de Enrique II se volvieron contra él, tenían el apoyo de Luis VII de Francia, enemigo del rey de Inglaterra.
Enrique el Joven murió en 1183, y tras su muerte hubo una lucha de poder entre los tres hijos restantes. Enrique quería que Juan fuera su sucesor al trono, siempre lo había querido más que a sus otros hijos, pero Leonor favorecía a Ricardo. Godofredo intentó superponerse a Juan y Ricardo, pero no tuvo éxito.
En 1186, un caballo aplastó y provocó la muerte a Godofredo.
El tercer hijo de Enrique II, Ricardo Corazón de León, con la ayuda de Felipe Augusto de Francia atacó y derrotó a su padre el 4 de julio de 1189.
Enrique II murió en el castillo de Chinon el 6 de julio de 1189 y fue sepultado en la abadía de Fontevrault, cerca de Chinon y Saumur en la Región de Anjou, hoy en día Francia.
El hijo ilegítimo de Enrique II, Godofredo, arzobispo de York, estuvo con él todo el tiempo y fue el único de sus hijos en asistir a su lecho de muerte. Sus últimas palabras, según Geraldo de Gales, fueron: «Ha caído la vergüenza sobre este rey derrotado».
Ricardo Corazón de León se convirtió en el rey de Inglaterra como Ricardo I, contra las intenciones de Enrique II, quien siempre había querido que su hijo menor, Juan, le sucediera, lo cual ocurrió a la muerte de Ricardo en el año 1199, superando las reclamaciones de los hijos de Godofredo, Arturo y Leonor de Bretaña.

## Ancestros
| \| \| \| \| \| \| \| \| \| \| \| \| \| \| \| \| \| \| \| \| 16. Godofredo II, conde de Gâtinais \| \| \| \| \| \| \| \| \| \| \| \| \| \| \| \| \| \| \| \| \| \| \| \| \| \| \| \| \| \| \| \| \| \| \| \| \| \| \| \| \| \| \| \| \| \| \| \| \| \| \| \| \| \| 8. Fulco IV de Anjou \| \| \| \| \| \| \| \| \| \| \| \| \| \| \| \| \| \| \| \| \| \| \| \| \| \| \| \| \| \| \| \| \| \| \| \| \| \| \| \| \| \| \| \| \| \| \| \| \| \| \| \| \| \| 17. Ermengarda de Anjou, duquesa de Borgoña \| \| \| \| \| \| \| \| \| \| \| \| \| \| \| \| \| \| \| \| \| \| \| \| \| \| \| \| \| \| \| \| \| \| \| \| \| \| \| \| \| \| \| \| \| \| \| \| \| \| \| \| \| \| 4. Fulco de Jerusalén \| \| \| \| \| \| \| \| \| \| \| \| \| \| \| \| \| \| \| \| \| \| \| \| \| \| \| \| \| \| \| \| \| \| \| \| \| \| \| \| \| \| \| \| \| \| \| \| \| \| \| \| \| \| 18. Simón I de Montfort \| \| \| \| \| \| \| \| \| \| \| \| \| \| \| \| \| \| \| \| \| \| \| \| \| \| \| \| \| \| \| \| \| \| \| \| \| \| \| \| \| \| \| \| \| \| \| \| \| \| \| \| \| \| 9. Bertrada de Montfort \| \| \| \| \| \| \| \| \| \| \| \| \| \| \| \| \| \| \| \| \| \| \| \| \| \| \| \| \| \| \| \| \| \| \| \| \| \| \| \| \| \| \| \| \| \| \| \| \| \| \| \| \| \| 19. Inés, condesa de Evreux \| \| \| \| \| \| \| \| \| \| \| \| \| \| \| \| \| \| \| \| \| \| \| \| \| \| \| \| \| \| \| \| \| \| \| \| \| \| \| \| \| \| \| \| \| \| \| \| \| \| \| \| \| \| 2. Godofredo V de Anjou \| \| \| \| \| \| \| \| \| \| \| \| \| \| \| \| \| \| \| \| \| \| \| \| \| \| \| \| \| \| \| \| \| \| \| \| \| \| \| \| \| \| \| \| \| \| \| \| \| \| \| \| \| \| 20. Jean de Beaugency \| \| \| \| \| \| \| \| \| \| \| \| \| \| \| \| \| \| \| \| \| \| \| \| \| \| \| \| \| \| \| \| \| \| \| \| \| \| \| \| \| \| \| \| \| \| \| \| \| \| \| \| \| \| 10. Elías I de Maine \| \| \| \| \| \| \| \| \| \| \| \| \| \| \| \| \| \| \| \| \| \| \| \| \| \| \| \| \| \| \| \| \| \| \| \| \| \| \| \| \| \| \| \| \| \| \| \| \| \| \| \| \| \| 21. Paula de Maine \| \| \| \| \| \| \| \| \| \| \| \| \| \| \| \| \| \| \| \| \| \| \| \| \| \| \| \| \| \| \| \| \| \| \| \| \| \| \| \| \| \| \| \| \| \| \| \| \| \| \| \| \| \| 5. Ermengarda de Maine \| \| \| \| \| \| \| \| \| \| \| \| \| \| \| \| \| \| \| \| \| \| \| \| \| \| \| \| \| \| \| \| \| \| \| \| \| \| \| \| \| \| \| \| \| \| \| \| \| \| \| \| \| \| 22. Gervais II, señor de Château-du-Loir \| \| \| \| \| \| \| \| \| \| \| \| \| \| \| \| \| \| \| \| \| \| \| \| \| \| \| \| \| \| \| \| \| \| \| \| \| \| \| \| \| \| \| \| \| \| \| \| \| \| \| \| \| \| 11. Matilde de Château-du-Loir \| \| \| \| \| \| \| \| \| \| \| \| \| \| \| \| \| \| \| \| \| \| \| \| \| \| \| \| \| \| \| \| \| \| \| \| \| \| \| \| \| \| \| \| \| \| \| \| \| \| \| \| \| \| 23. Éremburge \| \| \| \| \| \| \| \| \| \| \| \| \| \| \| \| \| \| \| \| \| \| \| \| \| \| \| \| \| \| \| \| \| \| \| \| \| \| \| \| \| \| \| \| \| \| \| \| \| \| \| \| \| \| 1. Enrique II de Inglaterra \| \| \| \| \| \| \| \| \| \| \| \| \| \| \| \| \| \| \| \| \| \| \| \| \| \| \| \| \| \| \| \| \| \| \| \| \| \| \| \| \| \| \| \| \| \| \| \| \| \| \| \| \| \| 24. Roberto el Magnífico \| \| \| \| \| \| \| \| \| \| \| \| \| \| \| \| \| \| \| \| \| \| \| \| \| \| \| \| \| \| \| \| \| \| \| \| \| \| \| \| \| \| \| \| \| \| \| \| \| \| \| \| \| \| 12. Guillermo el Conquistador \| \| \| \| \| \| \| \| \| \| \| \| \| \| \| \| \| \| \| \| \| \| \| \| \| \| \| \| \| \| \| \| \| \| \| \| \| \| \| \| \| \| \| \| \| \| \| \| \| \| \| \| \| \| 25. Arlette de Falaise \| \| \| \| \| \| \| \| \| \| \| \| \| \| \| \| \| \| \| \| \| \| \| \| \| \| \| \| \| \| \| \| \| \| \| \| \| \| \| \| \| \| \| \| \| \| \| \| \| \| \| \| \| \| 6. Enrique I de Inglaterra \| \| \| \| \| \| \| \| \| \| \| \| \| \| \| \| \| \| \| \| \| \| \| \| \| \| \| \| \| \| \| \| \| \| \| \| \| \| \| \| \| \| \| \| \| \| \| \| \| \| \| \| \| \| 26. Balduino V, conde de Flandes \| \| \| \| \| \| \| \| \| \| \| \| \| \| \| \| \| \| \| \| \| \| \| \| \| \| \| \| \| \| \| \| \| \| \| \| \| \| \| \| \| \| \| \| \| \| \| \| \| \| \| \| \| \| 13. Matilde de Flandes \| \| \| \| \| \| \| \| \| \| \| \| \| \| \| \| \| \| \| \| \| \| \| \| \| \| \| \| \| \| \| \| \| \| \| \| \| \| \| \| \| \| \| \| \| \| \| \| \| \| \| \| \| \| 27. Adela de Francia \| \| \| \| \| \| \| \| \| \| \| \| \| \| \| \| \| \| \| \| \| \| \| \| \| \| \| \| \| \| \| \| \| \| \| \| \| \| \| \| \| \| \| \| \| \| \| \| \| \| \| \| \| \| 3. Emperatriz Matilde \| \| \| \| \| \| \| \| \| \| \| \| \| \| \| \| \| \| \| \| \| \| \| \| \| \| \| \| \| \| \| \| \| \| \| \| \| \| \| \| \| \| \| \| \| \| \| \| \| \| \| \| \| \| 28. Duncan I de Escocia \| \| \| \| \| \| \| \| \| \| \| \| \| \| \| \| \| \| \| \| \| \| \| \| \| \| \| \| \| \| \| \| \| \| \| \| \| \| \| \| \| \| \| \| \| \| \| \| \| \| \| \| \| \| 14. Malcolm III de Escocia \| \| \| \| \| \| \| \| \| \| \| \| \| \| \| \| \| \| \| \| \| \| \| \| \| \| \| \| \| \| \| \| \| \| \| \| \| \| \| \| \| \| \| \| \| \| \| \| \| \| \| \| \| \| 29. Suthen \| \| \| \| \| \| \| \| \| \| \| \| \| \| \| \| \| \| \| \| \| \| \| \| \| \| \| \| \| \| \| \| \| \| \| \| \| \| \| \| \| \| \| \| \| \| \| \| \| \| \| \| \| \| 7. Edith de Escocia \| \| \| \| \| \| \| \| \| \| \| \| \| \| \| \| \| \| \| \| \| \| \| \| \| \| \| \| \| \| \| \| \| \| \| \| \| \| \| \| \| \| \| \| \| \| \| \| \| \| \| \| \| \| 30. Eduardo el Exiliado \| \| \| \| \| \| \| \| \| \| \| \| \| \| \| \| \| \| \| \| \| \| \| \| \| \| \| \| \| \| \| \| \| \| \| \| \| \| \| \| \| \| \| \| \| \| \| \| \| \| \| \| \| \| 15. Santa Margarita de Escocia \| \| \| \| \| \| \| \| \| \| \| \| \| \| \| \| \| \| \| \| \| \| \| \| \| \| \| \| \| \| \| \| \| \| \| \| \| \| \| \| \| \| \| \| \| \| \| \| \| \| \| \| \| \| 31. Ágata \| \| \| \| \| \| \| \| \| \| \| \| \| \| \| \| \| \| \| \| \| \| \| \| \| \| \| \| \| \| \| \| \| \| \| \| \| \| \| \| \| \| \| \| \| \| \| \| \| \| \| \| |                                             |  |  |  |  |  |  |  |  |  |  |  |  |  |  |  |
| |                                             |  |  |  |  |  |  |  |  |  |  |  |  |  |  |  |
| | 16. Godofredo II, conde de Gâtinais         |  |  |  |  |  |  |  |  |  |  |  |  |  |  |  |
| |                                             |  |  |  |  |  |  |  |  |  |  |  |  |  |  |  |
| |                                             |  |  |  |  |  |  |  |  |  |  |  |  |  |  |  |
| | 8. Fulco IV de Anjou                        |  |  |  |  |  |  |  |  |  |  |  |  |  |  |  |
| |                                             |  |  |  |  |  |  |  |  |  |  |  |  |  |  |  |
| |                                             |  |  |  |  |  |  |  |  |  |  |  |  |  |  |  |
| | 17. Ermengarda de Anjou, duquesa de Borgoña |  |  |  |  |  |  |  |  |  |  |  |  |  |  |  |
| |                                             |  |  |  |  |  |  |  |  |  |  |  |  |  |  |  |
| |                                             |  |  |  |  |  |  |  |  |  |  |  |  |  |  |  |
| | 4. Fulco de Jerusalén                       |  |  |  |  |  |  |  |  |  |  |  |  |  |  |  |
| |                                             |  |  |  |  |  |  |  |  |  |  |  |  |  |  |  |
| |                                             |  |  |  |  |  |  |  |  |  |  |  |  |  |  |  |
| | 18. Simón I de Montfort                     |  |  |  |  |  |  |  |  |  |  |  |  |  |  |  |
| |                                             |  |  |  |  |  |  |  |  |  |  |  |  |  |  |  |
| |                                             |  |  |  |  |  |  |  |  |  |  |  |  |  |  |  |
| | 9. Bertrada de Montfort                     |  |  |  |  |  |  |  |  |  |  |  |  |  |  |  |
| |                                             |  |  |  |  |  |  |  |  |  |  |  |  |  |  |  |
| |                                             |  |  |  |  |  |  |  |  |  |  |  |  |  |  |  |
| | 19. Inés, condesa de Evreux                 |  |  |  |  |  |  |  |  |  |  |  |  |  |  |  |
| |                                             |  |  |  |  |  |  |  |  |  |  |  |  |  |  |  |
| |                                             |  |  |  |  |  |  |  |  |  |  |  |  |  |  |  |
| | 2. Godofredo V de Anjou                     |  |  |  |  |  |  |  |  |  |  |  |  |  |  |  |
| |                                             |  |  |  |  |  |  |  |  |  |  |  |  |  |  |  |
| |                                             |  |  |  |  |  |  |  |  |  |  |  |  |  |  |  |
| | 20. Jean de Beaugency                       |  |  |  |  |  |  |  |  |  |  |  |  |  |  |  |
| |                                             |  |  |  |  |  |  |  |  |  |  |  |  |  |  |  |
| |                                             |  |  |  |  |  |  |  |  |  |  |  |  |  |  |  |
| | 10. Elías I de Maine                        |  |  |  |  |  |  |  |  |  |  |  |  |  |  |  |
| |                                             |  |  |  |  |  |  |  |  |  |  |  |  |  |  |  |
| |                                             |  |  |  |  |  |  |  |  |  |  |  |  |  |  |  |
| | 21. Paula de Maine                          |  |  |  |  |  |  |  |  |  |  |  |  |  |  |  |
| |                                             |  |  |  |  |  |  |  |  |  |  |  |  |  |  |  |
| |                                             |  |  |  |  |  |  |  |  |  |  |  |  |  |  |  |
| | 5. Ermengarda de Maine                      |  |  |  |  |  |  |  |  |  |  |  |  |  |  |  |
| |                                             |  |  |  |  |  |  |  |  |  |  |  |  |  |  |  |
| |                                             |  |  |  |  |  |  |  |  |  |  |  |  |  |  |  |
| | 22. Gervais II, señor de Château-du-Loir    |  |  |  |  |  |  |  |  |  |  |  |  |  |  |  |
| |                                             |  |  |  |  |  |  |  |  |  |  |  |  |  |  |  |
| |                                             |  |  |  |  |  |  |  |  |  |  |  |  |  |  |  |
| | 11. Matilde de Château-du-Loir              |  |  |  |  |  |  |  |  |  |  |  |  |  |  |  |
| |                                             |  |  |  |  |  |  |  |  |  |  |  |  |  |  |  |
| |                                             |  |  |  |  |  |  |  |  |  |  |  |  |  |  |  |
| | 23. Éremburge                               |  |  |  |  |  |  |  |  |  |  |  |  |  |  |  |
| |                                             |  |  |  |  |  |  |  |  |  |  |  |  |  |  |  |
| |                                             |  |  |  |  |  |  |  |  |  |  |  |  |  |  |  |
| | 1. Enrique II de Inglaterra                 |  |  |  |  |  |  |  |  |  |  |  |  |  |  |  |
| |                                             |  |  |  |  |  |  |  |  |  |  |  |  |  |  |  |
| |                                             |  |  |  |  |  |  |  |  |  |  |  |  |  |  |  |
| | 24. Roberto el Magnífico                    |  |  |  |  |  |  |  |  |  |  |  |  |  |  |  |
| |                                             |  |  |  |  |  |  |  |  |  |  |  |  |  |  |  |
| |                                             |  |  |  |  |  |  |  |  |  |  |  |  |  |  |  |
| | 12. Guillermo el Conquistador               |  |  |  |  |  |  |  |  |  |  |  |  |  |  |  |
| |                                             |  |  |  |  |  |  |  |  |  |  |  |  |  |  |  |
| |                                             |  |  |  |  |  |  |  |  |  |  |  |  |  |  |  |
| | 25. Arlette de Falaise                      |  |  |  |  |  |  |  |  |  |  |  |  |  |  |  |
| |                                             |  |  |  |  |  |  |  |  |  |  |  |  |  |  |  |
| |                                             |  |  |  |  |  |  |  |  |  |  |  |  |  |  |  |
| | 6. Enrique I de Inglaterra                  |  |  |  |  |  |  |  |  |  |  |  |  |  |  |  |
| |                                             |  |  |  |  |  |  |  |  |  |  |  |  |  |  |  |
| |                                             |  |  |  |  |  |  |  |  |  |  |  |  |  |  |  |
| | 26. Balduino V, conde de Flandes            |  |  |  |  |  |  |  |  |  |  |  |  |  |  |  |
| |                                             |  |  |  |  |  |  |  |  |  |  |  |  |  |  |  |
| |                                             |  |  |  |  |  |  |  |  |  |  |  |  |  |  |  |
| | 13. Matilde de Flandes                      |  |  |  |  |  |  |  |  |  |  |  |  |  |  |  |
| |                                             |  |  |  |  |  |  |  |  |  |  |  |  |  |  |  |
| |                                             |  |  |  |  |  |  |  |  |  |  |  |  |  |  |  |
| | 27. Adela de Francia                        |  |  |  |  |  |  |  |  |  |  |  |  |  |  |  |
| |                                             |  |  |  |  |  |  |  |  |  |  |  |  |  |  |  |
| |                                             |  |  |  |  |  |  |  |  |  |  |  |  |  |  |  |
| | 3. Emperatriz Matilde                       |  |  |  |  |  |  |  |  |  |  |  |  |  |  |  |
| |                                             |  |  |  |  |  |  |  |  |  |  |  |  |  |  |  |
| |                                             |  |  |  |  |  |  |  |  |  |  |  |  |  |  |  |
| | 28. Duncan I de Escocia                     |  |  |  |  |  |  |  |  |  |  |  |  |  |  |  |
| |                                             |  |  |  |  |  |  |  |  |  |  |  |  |  |  |  |
| |                                             |  |  |  |  |  |  |  |  |  |  |  |  |  |  |  |
| | 14. Malcolm III de Escocia                  |  |  |  |  |  |  |  |  |  |  |  |  |  |  |  |
| |                                             |  |  |  |  |  |  |  |  |  |  |  |  |  |  |  |
| |                                             |  |  |  |  |  |  |  |  |  |  |  |  |  |  |  |
| | 29. Suthen                                  |  |  |  |  |  |  |  |  |  |  |  |  |  |  |  |
| |                                             |  |  |  |  |  |  |  |  |  |  |  |  |  |  |  |
| |                                             |  |  |  |  |  |  |  |  |  |  |  |  |  |  |  |
| | 7. Edith de Escocia                         |  |  |  |  |  |  |  |  |  |  |  |  |  |  |  |
| |                                             |  |  |  |  |  |  |  |  |  |  |  |  |  |  |  |
| |                                             |  |  |  |  |  |  |  |  |  |  |  |  |  |  |  |
| | 30. Eduardo el Exiliado                     |  |  |  |  |  |  |  |  |  |  |  |  |  |  |  |
| |                                             |  |  |  |  |  |  |  |  |  |  |  |  |  |  |  |
| |                                             |  |  |  |  |  |  |  |  |  |  |  |  |  |  |  |
| | 15. Santa Margarita de Escocia              |  |  |  |  |  |  |  |  |  |  |  |  |  |  |  |
| |                                             |  |  |  |  |  |  |  |  |  |  |  |  |  |  |  |
| |                                             |  |  |  |  |  |  |  |  |  |  |  |  |  |  |  |
| | 31. Ágata                                   |  |  |  |  |  |  |  |  |  |  |  |  |  |  |  |
| |                                             |  |  |  |  |  |  |  |  |  |  |  |  |  |  |  |
| |                                             |  |  |  |  |  |  |  |  |  |  |  |  |  |  |  |

## Cultura popular

### Películas
El cine produjo dos películas de la vida de Enrique II de Inglaterra. En ambas Enrique fue interpretado por Peter O'Toole:
- Becket (1964): su argumento es el enfrentamiento de Enrique II con Tomás Becket.[242]
- El león en invierno (The lion in winter)(1968): muestra las tensiones familiares por la designación del heredero.

### Literatura
- Becket de Jean Anouilh: Esta obra teatral forma la base de la película de 1964 y presenta una dramatización de la relación entre Enrique II y Tomás Becket, así como el conflicto entre la iglesia y el estado.

- The Devil's Brood de Sharon Kay Penman: Esta novela histórica es parte de la trilogía Plantagenet que se enfoca en la vida de Enrique II y su familia, ofreciendo una visión detallada de los eventos políticos y sociales de la época. La serie incluye también las novelas When Christ and His Saints Slept y Time and Chance.

- The Pillars of the Earth (Los pilares de la Tierra) de Ken Follett: Aunque no se centra exclusivamente en Enrique II, esta novela histórica abarca un período de tiempo en el que Enrique II estuvo en el trono, brindando una representación de la política y sociedad de la época.

- The Lion in Winter de James Goldman: Aunque no está directamente relacionada con Enrique II, esta obra teatral es la base de la película de 1968 mencionada en la sección de películas. La obra explora las intrigas familiares y políticas en la corte de Enrique II durante la Navidad de 1183.

- A Proud Taste for Scarlet and Miniver de E.L. Konigsburg: Aunque es una obra de literatura juvenil, esta novela también aborda la figura de Enrique II a través de un enfoque más ligero y accesible para los lectores jóvenes.

- The Revolt of the Eaglets de Jean Plaidy: Esta novela histórica es parte de una serie que se centra en la vida de los hijos de Enrique II y Leonor de Aquitania, explorando sus conflictos y luchas por el poder.

## Sucesión
| Predecesor: Godofredo V | Duque de Normandía Conde de Anjou (junto a su hijo Enrique entre 1170 y 1183) 1151-1189 | Sucesor: Ricardo I |
| Predecesor: Elías II    | Conde de Maine (junto a su hijo Enrique entre 1169 y 1183) 1151-1189                    | Sucesor: Ricardo I |
| Predecesor: Leonor      | Duque de Aquitania (junto a su esposa Leonor) 1152-1189                                 | Sucesor: Ricardo I |
| Predecesor: Esteban I   | Rey de Inglaterra (junto a su hijo Enrique entre 1170 y 1183) 1154-1189                 | Sucesor: Ricardo I |